# Jauge du Seawanhaka
La jauge du Seawanhaka est une ancienne jauge de course américaine dont la première version a été établie par le Seawanhaka Corinthian Yacht Club en 1882. Après modification, elle est adoptée par les clubs nautiques de la côte Est des États-Unis et est utilisée notamment pour la Coupe de l'America, avant d'être remplacée par la jauge universelle adoptée par le New York Yacht Club en 1903.

## Formule initiale de 1882
La première version de la jauge du Seawanhaka Corinthian Yacht Club date de 1882. 
{\displaystyle Seawanhaka\ 1882\ Tonnage={\frac {L\cdot S}{4\,000}}}.
- S représente la surface des voiles,
- L = 9/10 de la longueur de flottaison + 1/5 des élancements,
- Tonnage, le tonnage en pieds cubes.

C'est la première jauge à la voilure de l'histoire des jauges, faisant intervenir la longueur et la voilure. Cette façon de jauger un voilier de course est reprise en 1886 par la jauge britannique de l'YRA, la lenght and sail area rule.

## Seawanhaka, formule de 1883
Après concertation avec les autres clubs nautiques, dont le New York Yacht Club, la véritable jauge du Seawanhaka voit le jour en 1883 : 
{\displaystyle Seawanhaka\ 1883\ Rating={\frac {LWL+{\sqrt {S}}}{2}}}, 
avec pour paramètres :
- {\displaystyle LWL} = longueur de flottaison,
- {\displaystyle S} = surface des voiles, mesurée le long des espars,
- {\displaystyle Rating} = rating en pieds.

## Version du New York Yacht Club de 1883
De son côté, dès 1883, le New York Yacht Club adopte cependant une formule modifiée :
{\displaystyle NYYC\ 1883\ Rating={\frac {2\cdot LWL+{\sqrt {S}}}{3}}}.
Cette version de la jauge pénalise moins la voilure par rapport à la longueur de flottaison que la jauge du Seawanhaka Corinthian Yacht Club. Des différences importantes entre l'activité des deux clubs peuvent justifier l'adoption de formules différentes : le Seawanhaka Corinthian Yacht Club organise des régates dans le domaine du yachting léger. La Seawanhaka Cup est courue par des voiliers de 15 à 25 pieds de rating. Le New York Yacht Club s'intéresse au yachting lourd, comme les voiliers de la Coupe de l'America.   
Le NYYC ne revient à la formule de 1883 de la Sewanhaka rule qu'en 1890. 
Les courses de la Coupe de l'America de 1885, 1886 et 1887 se font sous la jauge du Seawanhaka. Mais c'est avec la version de la jauge du NYYC. Les Coupes suivantes sont disputées sous la jauge de 1883 du Seawanhaka, jusqu'en 1903. La Jauge universelle prend ensuite le relai.